# Canariellanum arborense
Canariellanum arborense là một loài nhện trong họ Linyphiidae.
Loài này thuộc chi Canariellanum. Canariellanum arborense được Jörg Wunderlich miêu tả năm 1987.